# امانوئل کاتانیا (بازیکن فوتبال)
امانوئل کاتانیا (انگلیسی: Emanuele Catania؛ زادهٔ ۱۵ مارس ۱۹۸۱) بازیکن فوتبال است.